# لوس بلازكيز (قرطبة)
بلدية لوس بلازكيز (بالإسبانية: Los Blázquez)‏، هي إحدى بلديات مقاطعة قرطبة إحدى مقاطعات إسبانيا، و التي تقع في منطقة الأندلس جنوب إسبانيا.
يبلغ عدد سكانها 688 نسمة وفقاً لإحصائية سنة (2007).